# Otto Erdmann (Maler)

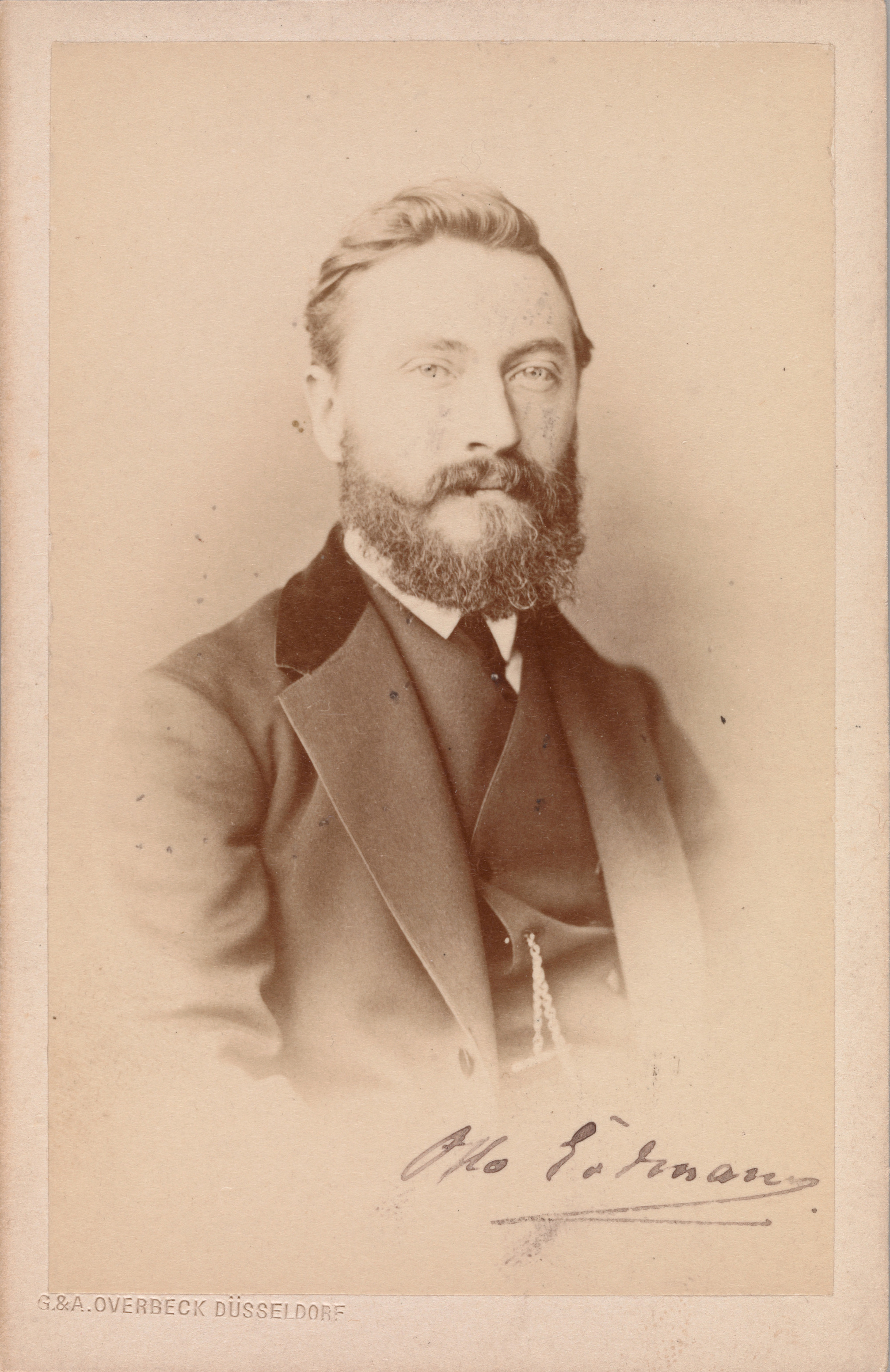
Otto Erdmann (1860er Jahre)

Otto Wilhelm Eduard Erdmann (* 7. Dezember 1834 in Leipzig; † 9. Dezember 1905 in Düsseldorf) war ein deutscher Genremaler des Neorokoko.

## Leben
Seinen ersten Zeichenunterricht erhielt Erdmann im Alter von etwa 14 Jahren bei dem Leipziger Lithografen Gustav Schlick. Kurz vor seinem sechzehnten Lebensjahr nahm er das Studium der Malerei an der Leipziger Akademie auf, wo er bei Gustav Jäger, Friedrich Wilhelm Brauer und Gustav Adolph Hennig unterrichtet wurde. Ein Jahr später wechselte er an die Dresdner Akademie, wo er im Maleratelier u. a. bei Julius Schnorr von Carolsfeld, Eduard Robert Bary, Heinrich Gotthold Arnold, Johann Karl Ulrich Bähr und Julius Hübner lernte. Nach Abschluss des Studiums ging er nach München, wo er sich dem dortigen Kunstverein, sowie dem Künstler-Sänger-Verein anschloss und mit der Rokoko-Malerei Louis von Hagns in Berührung kam. In München erhielt Erdmann zudem Unterricht in der Malschule des Malers Albert Graefle, dessen persönliche und berufliche Verbindung zu Franz Xaver Winterhalter einen starken Eindruck auf das spätere Schaffen Erdmanns machte.
1858 ließ sich Erdmann in Düsseldorf nieder, wo er „ein mit feinster Empfindung für Duft und Zartheit des Kolorits ausgestatteter Spezialist für das Rokokozeitalter wurde“. Er malte fortan fast ausschließlich Genrebilder mit Szenen aus dieser „galanten“ Zeit. Sie zeichnen sich durch feinen Humor, pikante Auffassung und gefällige Motive aus, die oft in einem höfischen Milieu angesiedelt sind.
Erdmann war Mitglied des Düsseldorfer Künstlervereins Malkasten. Dem Vorstand dieses Vereins gehörte er für mehrere Jahre an, auch im Jahr 1877, als zu Ehren des Kaiserpaars das Kaiserfest veranstaltet wurde. Er beteiligte sich aktiv am Gelingen von Theateraufführungen im Malkasten-Haus. So spielte er am 27. Januar 1877 die Hauptrolle Enerique im „Degen- und Mantelstück“ Die Tochter des Hidalgo von Edmund Henoumont sowie am 28. März 1882 die Hauptrolle Arnaldus in der Tragödie Erica, ebenfalls von Edmund Henoumont. Gemeinsam mit seinem Vorstandskollegen Albert Baur überreicht Erdmann im Dezember 1885 Adolf Menzel die Ehrenmitgliedschaft des Künstlervereins Malkasten zu dessen 70. Geburtstag in Berlin.

## Auszeichnungen und Ehrungen
- 1851: Silbermedaille an der Dresdner Kunstakademie.[10]
- 1890: Goldene Medaille in der Kategorie „Bester ausländischer Maler“ im Londoner Crystal Palace.[11]
- 1898: Roter Adlerorden 4. Klasse, aus Anlass des 50-jährigen Bestehens des Künstlervereins Malkasten.[12]
- 1900: Große Erdmann-Feier im Künstlerverein Malkasten aus Anlass seiner 25-jährigen Vorstandsmitgliedschaft.

## Familie
Erdmann war der Sohn des Chemikers und dreimaligen Rektors der Universität Leipzig Otto Linné Erdmann (1804–1869) und dessen Frau Clara, geborene Jungnickel (1801–1863). Seit 1843 lebte die Familie Erdmann in dem neu errichteten Fridericianum, einem von Albert Geutebrück errichteten Universitätsgebäude, in dem neben den Lehr- und Forschungsräumen des Vaters auch die Sammlung des Leipziger Antikenmuseums untergebracht waren. Er war das jüngste von insgesamt vier Kindern. Seine beiden älteren Brüder waren Karl Ludwig Erdmann, Rechtsgelehrter und Advokat in Leipzig und Bernhard Arthur Erdmann, Medizinalrat und Großmeister der Freimaurer-Loge in Dresden Erdmanns Schwester Cora war die Mutter der deutsch-schweizerischen Malerin Clara Grosch (1863–1932), die ab 1902 mit ihrem Mann, dem aus dem schweizerischen Gelterkinden stammenden Landschaftsmaler Jakob Wagner (1861–1915) in Locarno ein gemeinsames Atelier führte. Erdmann heiratete 1864 Franziska Hubertina Franken, die Tochter des Düsseldorfer Genremalers und Malkasten-Mitglieds Theodor Franken (1811–1876). Nach dem frühen Tod seiner ersten Frau heiratete Erdmann 1872 deren Schwester, die 17 Jahre jüngere Elisabeth Franken (1872–1901). Bis zu seinem Tod 1905 lebte Erdmann in dem vom Düsseldorfer Architekten Lorenz Schilmann errichteten Haus in der Leopoldstraße Nr. 8.

## Werke (Auswahl)
Von Otto Erdmann sind heute mindestens 187 Bildwerke bekannt. Zu Erdmanns Lebzeiten waren viele dieser Bilder in regelmäßiger Folge auf zahlreichen akademischen und internationalen Kunstausstellungen zu sehen. Durch Schenkungen oder Ankäufe gingen einige seiner Gemälde schon zu seinen Lebzeiten an Museen und in öffentliche Kunstsammlungen über, wie beispielsweise die Städtische Gemäldesammlung Düsseldorf, das Wallraf-Richartz-Museum und die Galerie der Woburn Public Library in Massachusetts, USA. Bilder von Erdmann wurden auch als Einrichtungs-Inventar des Wiesbadener Stadtschlosses und für die Ausstattung öffentlicher Einrichtungen angekauft.
Heute befinden sich Werke von Erdmann in der Sammlung des Städtischen Museums Braunschweig und des Museums der bildenden Künste Leipzig, im Lowe Art Museum in Miami, USA, der Shipley Art Gallery im nordenglischen Gateshead und in der Kollektion des Pabst Mansion im US-amerikanischen Milwaukee im Bundesstaat Wisconsin
- Der Empfang des Bräutigams (1860)
- Der Verlobungsring (1862)
- Das Blindekuhspiel (1863)
- Die glückliche Werbung (1864)
- Die talentvollen Kinder (1865)
- Die Brautschau (1866)
- Die geheime Botschaft (1870)

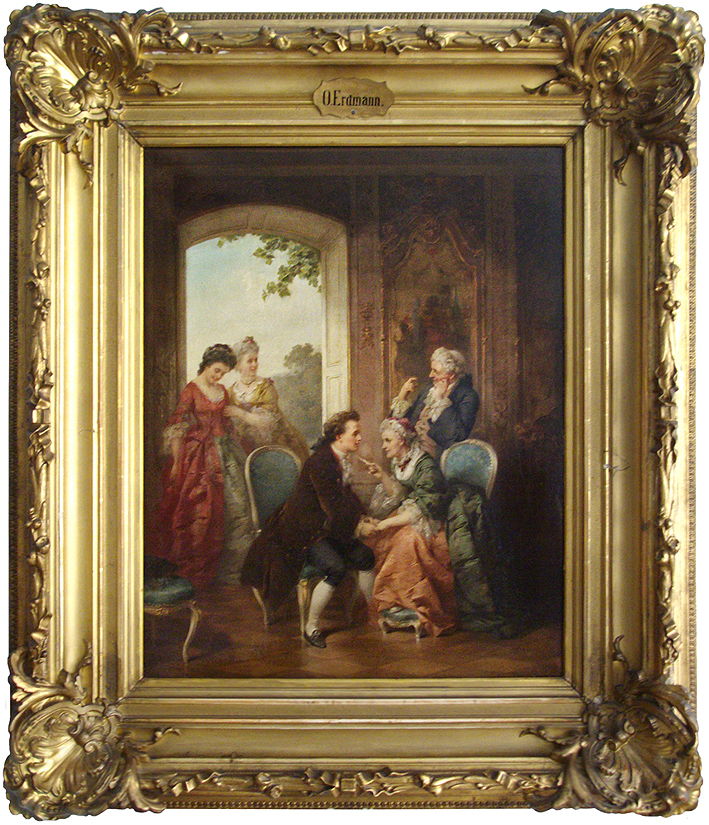
Die glückliche Werbung

- Die unterbrochene Klavierstunde (1870)
- Das Liebesorakel (1875)
- Der Gelegenheitsdieb (1884)
- Die Testamentseröffnung (1886)
- Der Rosenstrauß (1893)
- Vorbereitungen für den Maskenball (1900)

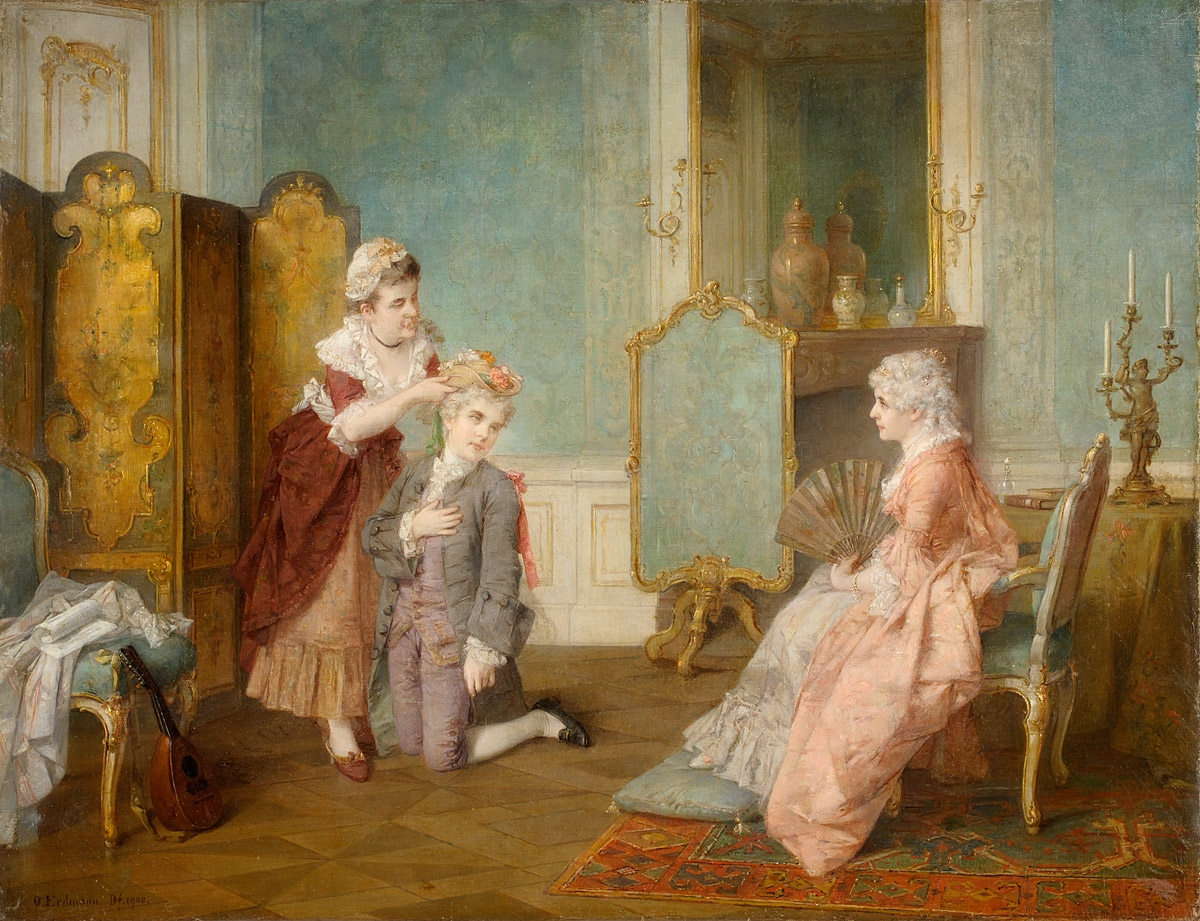
Vorbereitungen für den Maskenball
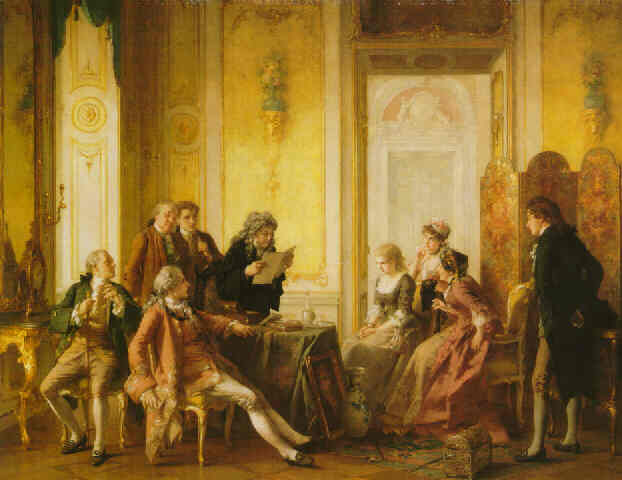
Testamentseröffnung
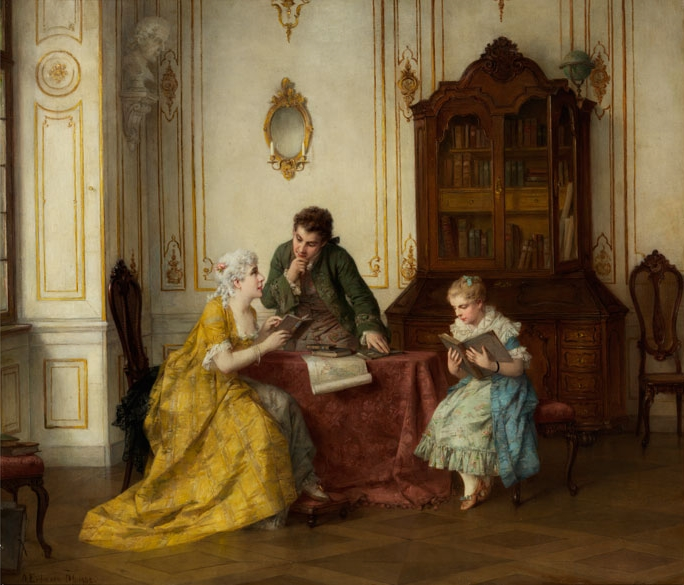
Die Lesestunde
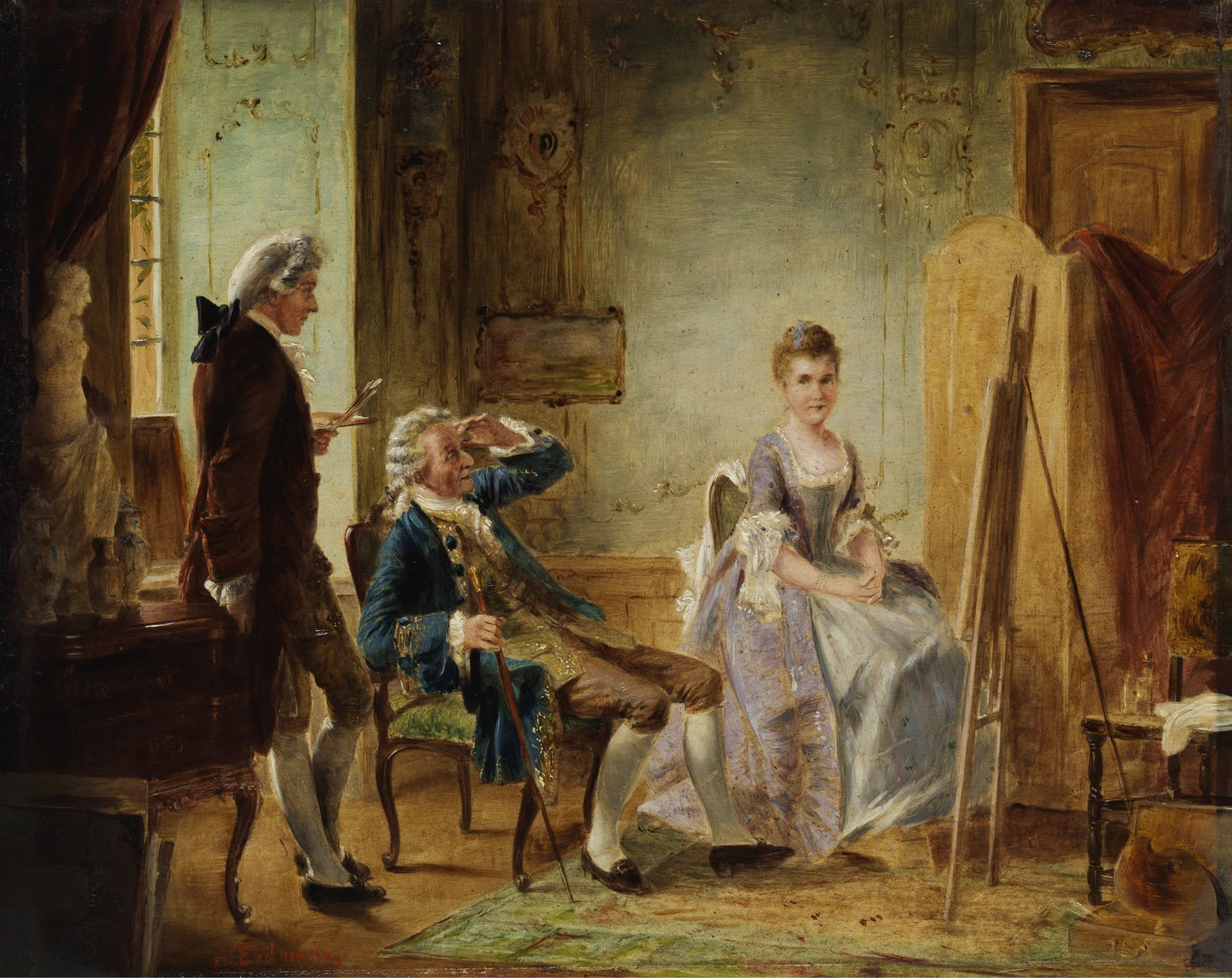
Eines von zwei Gemälden eines Gemäldepaars: Malerei
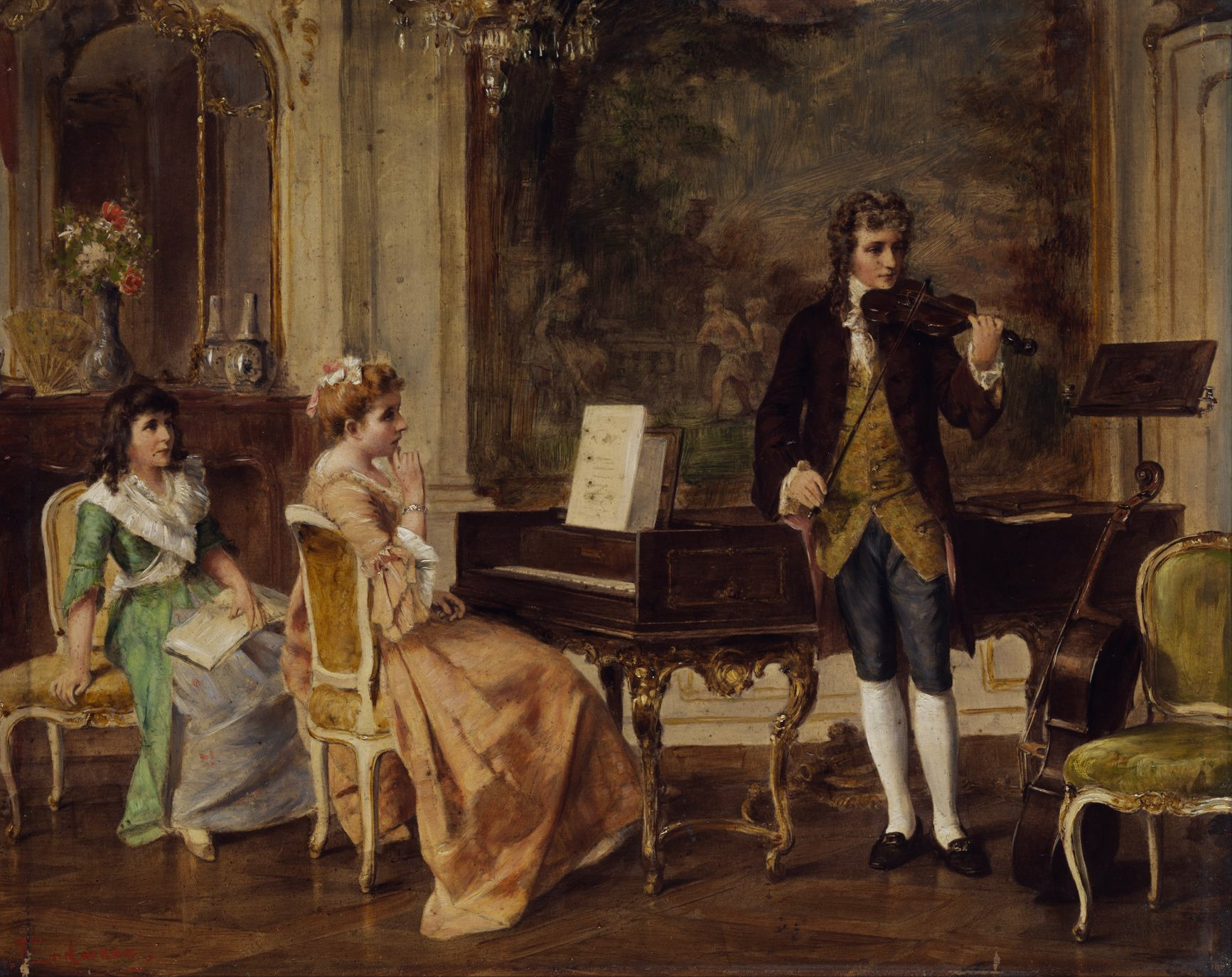
Eines von zwei Gemälden eines Gemäldepaars: Musik